# Joakim Palmkvist
Joakim Palmkvist, född 1967, är en svensk journalist och författare.

## Biografi
Efter studier i statsvetenskap vid Lunds universitet och internationell journalistik i London började han sommaren 1995 arbeta på Barometern som reporter.
År 1997 anställdes han på Sydsvenska Dagbladet där han fortfarande arbetar som undersökande reporter i Sydsvenskan-HD:s "grävnav" och tillförordnad nyhetschef.
Joakim Palmkvist har nominerats till grävpriset guldspaden och även fått ett hedersomnämnande.
Åren 2015, 2016 och 2018 arbetade Palmkvist med radioprogrammet I Lagens Namn för Sveriges Radio P1.
Hösten 2019 var han redaktör för Veckans Brott i Sveriges television.
Palmkvist har gett ut flera böcker, på Albert Bonniers förlag, Bonnier Bookery och Kaunitz–Olsson.
Joakim Palmkvist har även skrivit för Magazine Café. Han har också gjort flera översättningsarbeten från danska till svenska, bland annat för tidningen Gör Det Själv.